# 海老喜
合資会社海老喜商店（えびきしょうてん）は、宮城県登米市登米町寺池にて醤油・味噌・日本酒を製造、販売する企業である。旧店舗等が国の登録有形文化財に登録されている。

## 概要
1833年（天保4年）創業。登米はかつて北上川の船の交通によって栄えたが、交通体系の変化によって急激に衰退した。当社も旧酒蔵が明治末期から80年間、ほとんど人の入らない状況であったが、使わなくなった蔵を取り壊し、その土地を活用する必要にすらならなかった。1992年（平成4年）以降は「蔵の資料館」として公開され、もう一つの蔵は団体用で食事ができるよう貸しホールとして活用されている。

## 文化財
2018年5月10日、以下の建物8件が国の登録有形文化財に登録された。
- 旧店舗
  - 大正期建築。木造2階建、スレート葺、建築面積80m2。一階に店の間と帳場、二階に客座敷を配する。二階は大壁で、腰の海鼠壁には四半張目地を変形させた意匠を凝らし、昭和期の隅切部にも踏襲される[1]。
- 表蔵
- 主屋
- 味噌醤油仕込蔵
- 作業場
- 文庫蔵
- 旧酒蔵（蔵の資料館）
  - 江戸時代末期建築。土蔵平屋建、瓦葺、建築面積153m2。敷地後方の北西隅に南面して建つ。1908年（明治41年）まで酒蔵に使用され、二階に酒神を祀る神棚が設けられている。東西棟の切妻造桟瓦葺、外壁漆喰塗で、腰を竪板張とする。内部は三重梁の梁組を一間ごとに配し貫で連結する[2]。
- 旧醤油仕込蔵（海老喜ホール）
  - 明治末期建築。土蔵造平屋一部2階建、瓦葺、建築面積110m2。切妻造桟瓦葺妻入、和小屋組で、大梁の上に桁行梁と三重梁を整然とかけ渡している。棟梁は佐藤朝吉[3]。

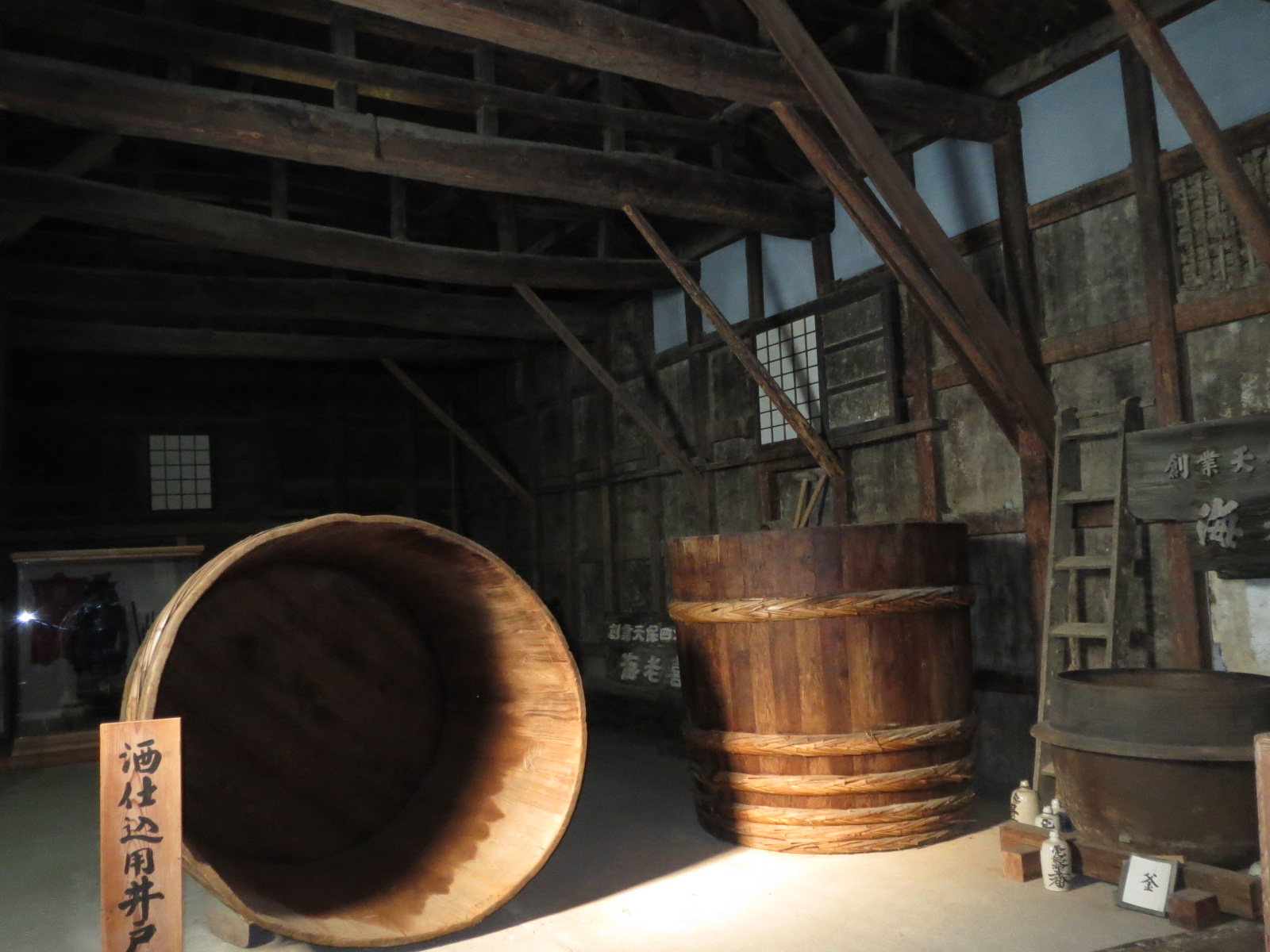
旧酒蔵（蔵の資料館）内部
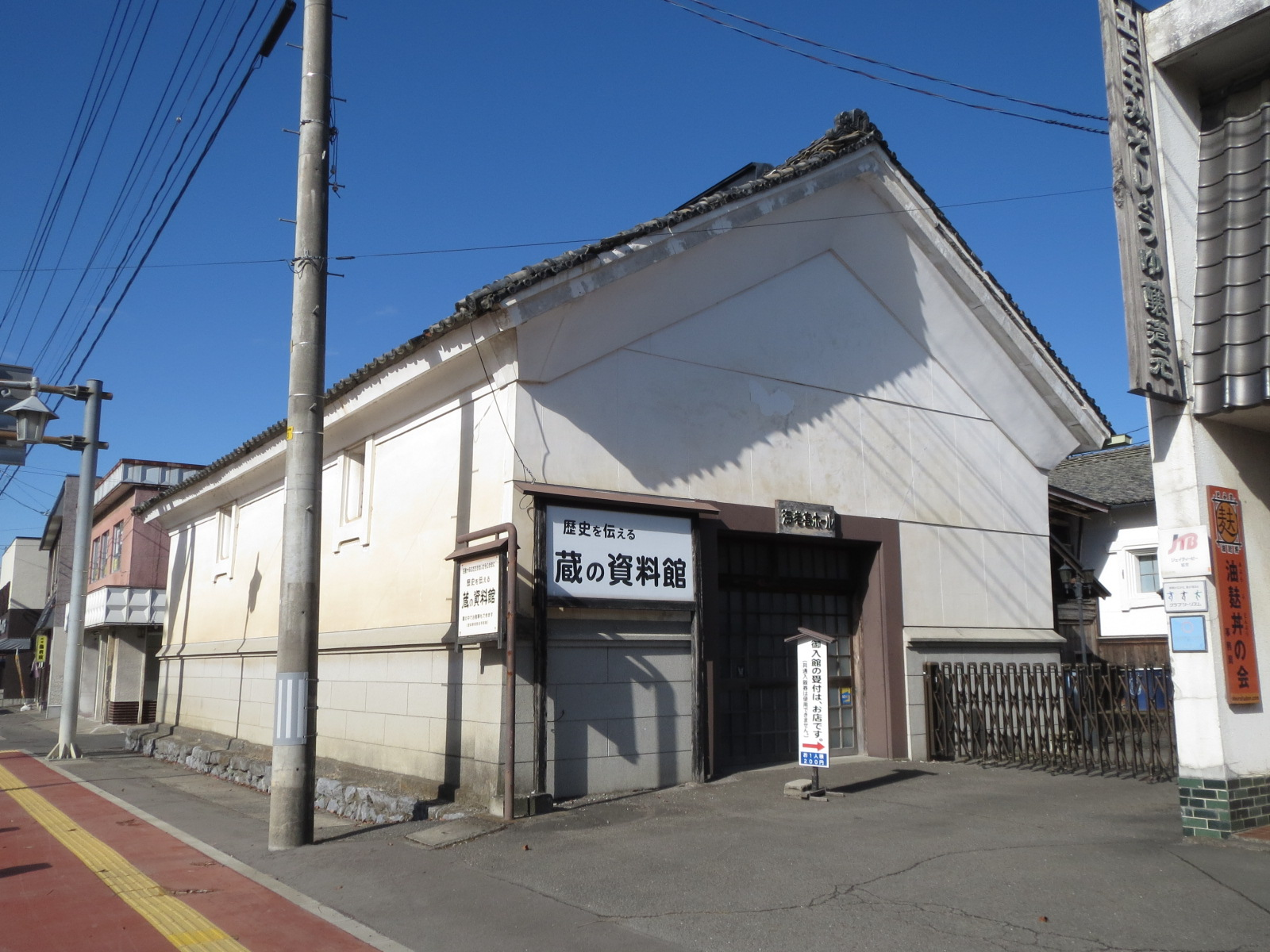
醤油仕込蔵（海老喜ホール）
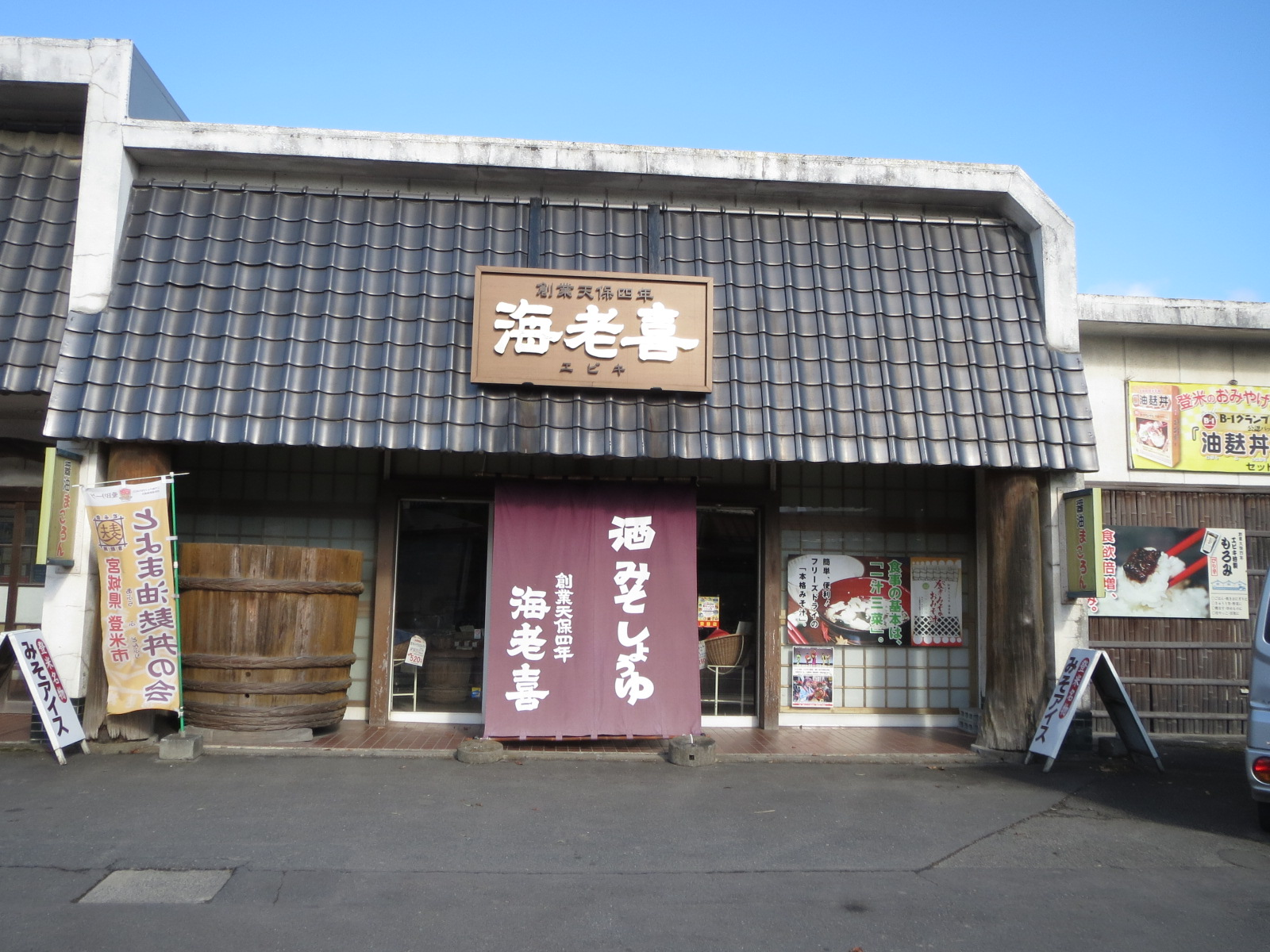
海老喜店舗
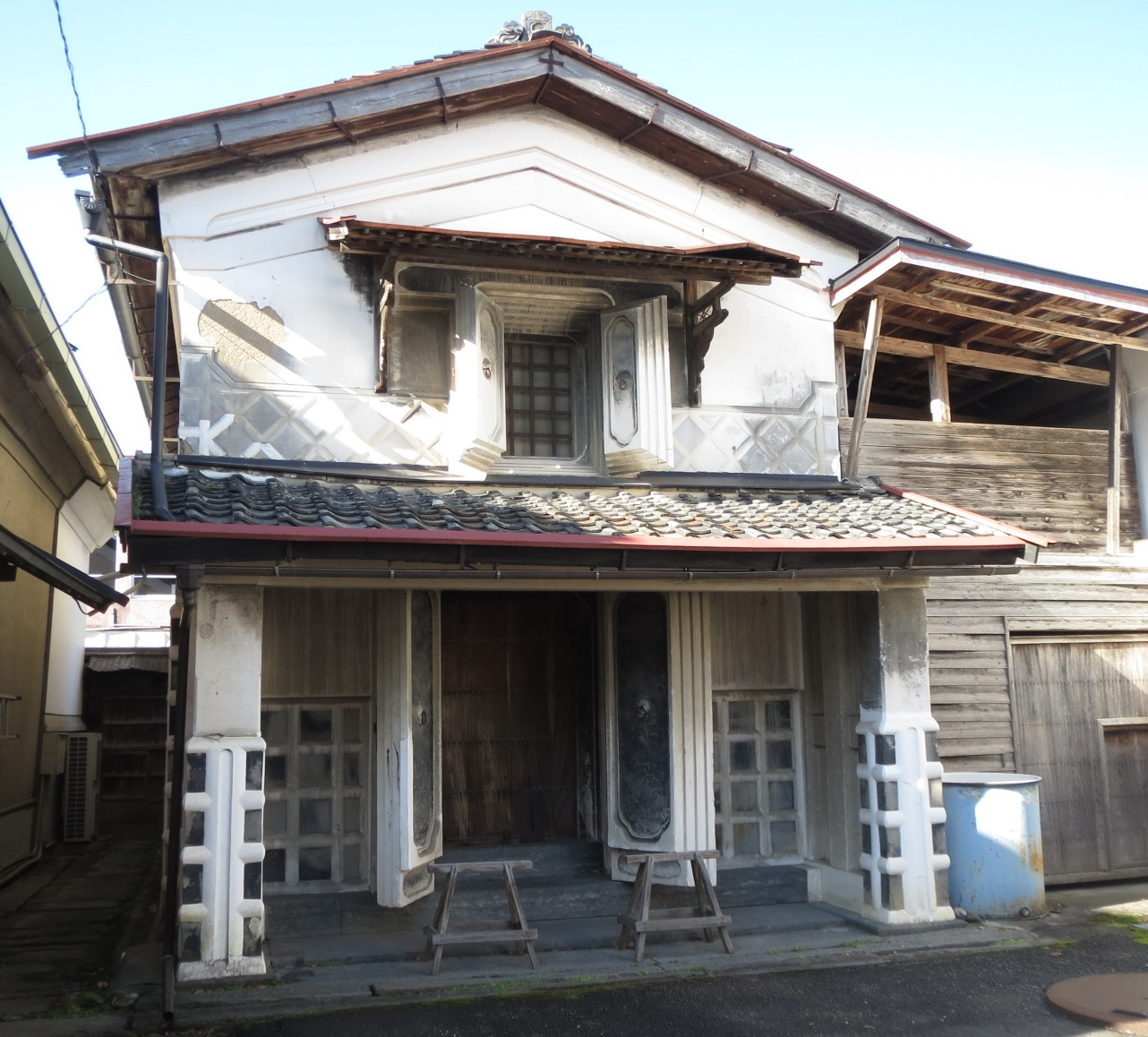
文庫蔵

## 利用情報
- 開館時間 - 午前9時から午後5時まで
- 入館料 – 200円

## 交通アクセス
- 三陸沿岸道路登米ICより車10分
- 東日本急行バス停とよま明治村より徒歩2分

## 周辺施設
- 旧登米高等尋常小学校校舎 – 重要文化財。棟梁は旧酒蔵と同じ佐藤朝吉
- 警察資料館 - 火の見櫓とともに宮城県指定有形文化財。
- 水沢県庁記念館
- 寺池城